# Zoe Arévalo
Zoe Nicolle Arévalo Barletti (Lima, 10 de marzo de 2006)  es una actriz peruana,  más conocida por su personaje de María Paz/Rafaela Bustamante en la telenovela Mis tres Marías de America Televisión.

## Carrera
Su primera aparición en televisión fue en el año 2013 en la miniserie peruana Cholo powers, interpretando a «Sofía».
En el 2014, tuvo una aparición especial en la serie de televisión Mi amor el wachiman 3 como la hija de Salvador y Catalina. 
En el 2015 participó en la telenovela Amor de madre, con el personaje de «Sofía López». 
Ese mismo año, participó en las series de televisión El regreso de Lucas, y Al fondo hay sitio con el personaje «Heidi».
En el 2016 estrena su primera película No estamos solos que fue vista en México, Colombia, Ecuador y Perú. Fue puesta en la plataforma digital Netflix en el año 2017.
Participó en la obra de teatro Reglas para vivir bajo la dirección de Josué Méndez en el Teatro La Plaza; en ese mismo año realiza la novela que la lleva a la fama Mis tres Marías con el personaje de «María Paz/Rafaela Bustamante».
A fines de año realizó su segunda película Calichín y participa en su primera obra musical Déjame que te cuente: el musical de Chabuca con la dirección de Mateo Chiarella Viale y Denisse Dibós en el Teatro Municipal de Lima.
Fue nominada a los Premios Luces como Mejor actriz de reparto por la película No estamos solos.
En el 2017 realiza la segunda temporada de Déjame que te cuente, El musical de Chabuca. 
Participa en la novela de televisión Colorina con el personaje de «Mayra». Retoma el teatro con la obra Nadando entre nudos con la directora española Mercè Grané; finaliza el año con la obra Recuerdos con el señor Cárdenas a cargo de la directora Patricia Romero.
En el 2018, participa en la obra Billy Elliot con la dirección de Juan Carlos Fisher y la productora Los Productores, con el personaje «Sharon».
Realizó su primera obra infantil Renata y los fantasmas buuu con la producción de Els Vandell.
Fue la única niña actriz peruana en ser elegida para formar parte del documental Niños Talentos para la televisión francesa.
En 2019, fue la imagen del videoclip «ELLA» del cantante estadounidense Hanibal Luna para la fundación ACLU.
Realizó un programa de televisión educativa Viajes de Papel el cual fue ganador de los premios TAL a mejor contenido educativo.
Vuelve con la segunda temporada de Renata y los fantasmas buuu.
Participa en dos películas: Papá X Tres y Django en el nombre del hijo.
En el 2020, retoma la televisión con el protagónico en el capítulo «A la orilla del cielo» de la serie La rosa de Guadalupe: Perú con el personaje de «Fernanda».
En 2021, participó en la película Rómulo y Julita.

## Filmografía

### Televisión

#### Series y telenovelas
| Año       | Título                              | Personaje                                                  | Notas                                            | Difusión           | Ref. |
| --------- | ----------------------------------- | ---------------------------------------------------------- | ------------------------------------------------ | ------------------ | ---- |
| 2013–2014 | Cholo Powers                        | Sofia                                                      | Rol Recurrente                                   | América Televisión |      |
| 2014      | Mi amor, el wachimán 3              | Catalina Gutiérrez Yrigoyen "Catalina Hija"                | Rol Recurrente                                   | América Televisión |      |
| 2015      | Amor de madre                       | Sofia Lopez                                                | Rol Secundario                                   | América Televisión |      |
| 2015      | Al fondo hay sitio                  | Heidi Franco                                               | Reparto recurrente                               | América Televisión |      |
| 2016–2017 | El regreso de Lucas                 | Sofía "Sofí" (Niña)                                        | Rol de Invitada Especial                         | América Televisión |      |
| 2016      | Mis tres Marías                     | María Paz Navarro Sanchez / Rafaella Bustamante Mendizábal | Protagonista                                     | América Televisión |      |
| 2017      | Colorina                            | Mayra                                                      | Rol Principal                                    | América Televisión |      |
|           | Viajes de Papel                     | Como ella misma                                            | Rol Recurrente                                   | Canal IPe          |      |
| 2018      | Con mi novio no te metas            | Estrella Invitada                                          |                                                  |                    |      |
| 2019      | Los guapos del barrio (Piloto)      |                                                            | Rol Principal                                    | América Televisión |      |
| 2020      | Dos hermanas, unidas por el corazón | Romina "Romi"                                              | Rol Secundario                                   | América Televisión |      |
| 2020      | La rosa de Guadalupe: Perú          | Fernanda                                                   | Protagonista (Episodio: «A la orilla del cielo») | América Televisión |      |
| 2021      | Pequeña Galaxia                     | Galaxia                                                    | Protagonista                                     | Canal IPe          |      |
| 2022      | Maricucha                           | Elisa Pariona                                              | Reparto recurrente                               | América Televisión |      |
| 2022      | Yuri y las Matemáticas              | Yuri                                                       | Protagonista                                     | Canal IPe          |      |
| 2023      | Perdóname                           | Sol Almalza                                                | Reparto recurrente                               | América Televisión |      |

#### Programas
| Año  | Título          | Rol       | Notas      | Producción | Difusión | Ref. |
| ---- | --------------- | --------- | ---------- | ---------- | -------- | ---- |
| 2019 | Viajes de papel | Narradora | Rol de voz | Canal IPe  | TV Perú  |      |

### Cine
| Año  | Título                                     | Personaje               | Notas                             | Ref. |
| ---- | ------------------------------------------ | ----------------------- | --------------------------------- | ---- |
| 2016 | No Estamos Solos                           | Sofia                   |                                   |      |
| 2016 | Calichín                                   | Norma "Normita" Delgado | Rol Principal                     |      |
| 2017 | Cuánto Cuesta Una Sonrisa                  | Margarita               | Cortometraje                      |      |
|      | Calichín 2                                 | Norma "Normita" Delgado | Rol Principal (Secuela Cancelada) |      |
|      | Niños Talentos para la televisión francesa |                         | Documental                        |      |
| 2018 | Django 2: Sangre de mi sangre              | Ámbar                   |                                   |      |
| 2019 | Curandera                                  |                         | Cortometraje                      |      |
| 2019 | Papá X Tres                                | Lía                     |                                   |      |
| 2020 | Rómulo y Julita                            | Julieta                 | Rol Secundario                    |      |
| 2020 | Django 3: En el nombre del hijo            | Ámbar                   |                                   |      |
| 2021 | Señorita                                   | Carolina                | Cortometraje                      |      |
| 2021 | Señorita                                   | Carolina                | Rol Principal                     |      |

### Vídeos musicales
| Año  | Título                 | Personaje | Notas                   | Ref. |
| ---- | ---------------------- | --------- | ----------------------- | ---- |
| 2016 | Tu amor me hace fuerte | María Paz | De María Grazia Gamarra |      |
| 2019 | ELLA                   |           | De Hanibal Luna         |      |

## Teatro
| Año  | Título                                        | Personaje | Notas                                                                             | Ref. |
| ---- | --------------------------------------------- | --------- | --------------------------------------------------------------------------------- | ---- |
| 2016 | Reglas para vivir                             |           | Dirección: Josué Méndez Teatro: Teatro La Plaza                                   |      |
| 2016 | Déjame que te cuente, el musical de Chabuca   |           | Dirección: Mateo Chiarella Viale y Denisse Dibós Teatro: Teatro Municipal de Lima |      |
| 2017 | Déjame que te cuente, el musical de Chabuca 2 |           |                                                                                   |      |
| 2017 | Nadando entre nudos                           |           | Dirección: Mercè Grané                                                            |      |
| 2017 | Recuerdos con el señor Cárdenas               |           | Dirección: Patricia Romero                                                        |      |
| 2018 | Billy Elliot, el musical                      | Sharon    | Dirección: Juan Carlos Fisher y Los productores                                   |      |
|      | Renata y los fantasmas buuu                   |           | Dirección: Els Vandell                                                            |      |
|      | Renata y los fantasmas buuu 2                 |           |                                                                                   |      |

## Premios y nominaciones
| Año  | Premio                       | Categoría                 | Trabajo          | Resultado | Ref.   |
| ---- | ---------------------------- | ------------------------- | ---------------- | --------- | ------ |
| 2016 | Premios Luces de El Comercio | Mejor Actriz de Reparto   | No estamos solos | Nominada  |        |
| 2019 | Premios TAL                  | Mejor Contenido Educativo | Viajes de Papel  | Ganadora  | [ 10 ] |